# Hirdskraa
Hirdskraa (en nórdico antiguo: Hirðskrá), o El libro del hird, es un compendio de leyes que regulaban muchos aspectos del hird real a finales del siglo XIII en Noruega. Las normas se compilaron entre 1270 y 1275 durante el reinado y por orden del rey Magnus VI (r. 1263-1280) y se ampliaron significativamente en el siglo XIV. El texto original más temprano, clasificado como AM322, está fechado hacia el año 1300 y posiblemente tuvo su origen en la cancillería en Oslo, en el reinado del hijo del rey Magnus, Haakon V. A mediados del siglo XIV, al unificarse el reino primero con Suecia y más tarde con Dinamarca, el texto tuvo poco éxito entre las copias de manuscritos escandinavos, pero se mantuvo popular en Islandia, donde las copias se multiplicaron hasta bien entrado el siglo XVIII. El texto se puede equiparar a secciones similares del Konungs skuggsjá.

## Hird
El hird real (en nórdico antiguo: hirð; en inglés antiguo: hired) era mucho más que un cuerpo de guardaespaldas y un grupo de consejeros. Algunos historiadores todavía discuten el concepto del hird corporativo, donde las funciones reales (al menos en teoría) eran las mismas que los titulares de los rangos más altos del hird. 

## Contenido
El texto del Hirdskraa se puede dividir, más o menos convenientemente, en tres partes:
1. §§ 1-26. Comienza con un concepto básico, por ejemplo, el estatus del rey, leyes de sucesión, los altos rangos y la forma de asignarlos.
2. §§ 27-42. El texto regula ampliamente las actividades y costumbres del hird real e incluye largas prescripciones sobre formas de dirigirse a un notable, cómo se debería aceptar a un hombre en el hird y cómo se otorga el orden en la cadena de mando dependiendo de la posición religiosa o logística. Se discute la conducta del hird durante periodos de guerra y paz y se divide el hird en diferentes niveles, además de la demanda de equipamiento necesario para cada nivel. Existen tres estratos básicos a distinguir:
  1. hirðmen (hirðmaðr) de la propia corte real, quienes se constituyen a sí mismos de forma jerárquica. Luego el canciller (kanceler), que tuvo cierta prominencia en el siglo XIII, y el séquito superior compuesto por terratenientes (lendir menn), quienes actuaban como consejeros reales. Entre sus rangos se escogían al senescal (dróttseti), mayordomo de palacio (skenkjari), staller o mariscal (stallari) y el portador del estandarte (merkismaðr[4]). A un nivel inferior, había los sirvientes de la mesa real (skutil-sveinar, literalmente 'hombres plato'). Algunos de esos nombres se cambiaron durante el reinado de Haakon V para adaptarlos a calificativos más continentales. Tras 1277, los terratenientes (lendir menn) se denominaron 'barones' (barúnar) y los skutil-sveinar 'caballeros' (riddari).
  2. Los hombres cirio (kerti-sveinar).
  3. Los gestir (literalmente 'huéspedes'), hombres de castas más bajas que estaban parcialmente exentos de las funciones del hird y actuaban como infantería ligera, exploradores y una especie de policía secreta.
3. §§ 43-54. Se centra en los legalismos y las demandas para adquirir una posición en los diferentes niveles del hird.

## Interpretación
Hirdskraa fue probablemente más una guía que una forma estricta de cómo se debían interpretar las leyes. Muchos de los conceptos que se incorporaron por el jarl noruego, estaban claramente subordinados a la corona (y opuestos al concepto de aliado y subordinado como los jarls de las islas bajo dominio real) y no siempre reflejaban hechos históricos. También se debe tener en cuenta que puede tomarse como otro intento del rey noruego para crear una administración más sólida para el reino en el siglo XIII, especialmente certero en el reinado de Haakon V, quien, al contrario que su padre, parecía más interesado en que se perdiese la naturaleza corporativa del hird y someterlo directamente al dominio real.